# Serjania pteleifolia
Serjania pteleifolia es una especie de plantas de la familia de las Sapindaceae. Es endémica de Ecuador. 

## Descripción
Es un arbusto endémico de la costa de Ecuador, donde se le conoce sólo con la especie tipo. Descubierto por L. Diels en 1933, a 20 km al oeste de Guayaquil, a 30 m de altura. Hay un ejemplar en el Herbario GUAY, recogidos en 1962 en la Hacienda Barcelona, en el km 12 de la carretera Guayaquil-Salinas, que requiere confirmación. La falta de registros de los últimos puede ser debido a la pérdida del ejemplar tipo en el herbario de Berlín durante la Segunda Guerra Mundial. No sabe que se produzcan dentro de la red de áreas protegidas de Ecuador, y la vegetación en ambos lugares de recogida ha sido sustituida por la ciudad de Guayaquil. Aparte de la destrucción del hábitat, no se conocen amenazas concretas.

## Taxonomía
Serjania pteleifolia fue descrita por Friedrich Ludwig Emil Diels y publicado en Bibliotheca Botanica 29(Heft 116): 104, en el año 1937.